# Rafael Nuritdinov
Rafael Nuritdinov (nascido a 12 de Junho de 1977 em Fergana, Uzbequistão) é um ciclista uzbeque. É um sprinter, mas sempre foi um ciclista mediano, não tendo capacidades para ombrear com homens como Zabel, Petacchi ou McEwen. Também se adapta às clássicas, porém sem grandes resultados.
Muito pouco se conhece sobre este atleta. Sabe-se que começou a carreira como estagiário na Team Colpack – Astro em 2001, onde conquistou a sua única vitória como amador conhecida, quando foi 1º classificado no GP Industria e Commercio Artigianato Carnaghese.
No ano seguinte tornou-se profissional com esta mesma equipa, tendo como seu melhor resultado na temporada de 2002 o 7º lugar no Trofeo di Castelfidardo.
Em 2003 manteve-se na mesma equipa, mas esta mudou de nome. Passou a denominar-se De Nardi. Esta foi a sua melhor temporada onde, não tendo conquistado qualquer vitória, foi 2º na 4ª etapa da International UNIQA Classic, 4º na Volta a Nuremberga e 5º no GP do Rio Saliceto.
No ano de 2004, Nuritdinov, conquistou a sua única vitória como profissional. No dia 27 de Junho, sagrava-se campeão nacional de estrada. Foi o seu único ponto alto da temporada.
Em 2005 mudou-se para a Domina Vacanze onde participou pelo 1ª e única vez no Tour de France, onde foi 147º, a quase 4 horas do vencedor, Lance Armstrong. Também participou na Volta a Espanha, tendo sido o 120º colocado.
Na temporada seguinte, a sua equipa tornou-se a Milram, e Nuritdinov foi dispensado. Não conseguiu arranjar equipa para a época 2006 e, por isso, retirou-se do ciclismo, dando por terminada a sua carreira profissional.